# Дубов Данило Дмитрович
Данило Дмитрович Дубов (рос. Даниил Дмитриевич Дубов) 18 квітня 1996, Москва (Росія) — російський шахіст, гросмейстер (2011). Чемпіон світу зі швидких шахів 2018 року. Онук математика Едуарда Дубова, який був міжнародним арбітром із шахів і президентом Шахової федерації Москви.
Його рейтинг станом на січень 2025 року — 2701 (29-те місце у світі, 2-ге в Росії).

## Кар'єра
Шахові успіхи прийшли до Данила Дубова в юному віці, в 2006 році він стає бронзовим призером чемпіонату Європи серед юнаків до 10 років. В 2008 році завойовує срібну медаль на чемпіонаті Європи до 12 років.

### 2009—2013
У 2009 році в віці 13 років посів 2 місце на чемпіонаті Росії, а також переміг в чемпіонаті Росії з швидких шахів та бліцу серед юнаків до 16 років. В тому ж році став переможцем турніру «Юні зірки світу», що проходив в Кірішах. Також в 2009 році у складі збірної Росії став переможцем Олімпіади серед юнаків до 16 років, повторивши таке ж досягнення в 2011 році.
Виконавши гросмейстерську норму на турнірах у Воронежі (2010), Москві (Аерофлот Опен) та чемпіонаті Європи 2011 року, в віці 14 років 11 місяців та 14 днів, Дубов став гросмейстером (19-й в списку наймолодших гросмейстерів в історії на той час).
У 2012 році посів друге місце в вищій лізі чемпіонату Росії, що проходив в Тюмені, та здобув право виступу в елітному дивізіоні Росії, в якому з результатом 4 з 10 очок (+0-1=8) зайняв 8 місце серед 10 шахів.
Посівши 17 місце на чемпіонаті Європи 2013 року, кваліфікувався на кубок світу ФІДЕ 2013 року.

### 2014
У другому колі кубку світу ФІДЕ 2013 року Данило Дубов обіграв на тай-брейку 16-го чемпіонату світу Руслана Пономарьова з загальним рахунком 5-4 (+1-0=8).
У лютому 2014 Дубов набравши 6 очок з 9 можливих (+5-2=2) посів 11 місце на престижному опен-турнірі Меморіал Д.Бронштейна, що проходив в Мінську. Турнірний перфоменс Данила склав 2701 очок.
У березні 2014 року з результатом 6½ очок з 11 можливих (+5-3=3) посів 55 місце на 15-му чемпіонаті Європи, що проходив в Єревані.
У червні 2014 року в Дубаї гравець із результатом 8 очок з 15 можливих (+6-5=4), посів 41 місце на чемпіонаті світу з рапіду, та з результатом 12 очок з 21 можливого (+9-6=6) посів 34 місце на чемпіонаті світу з бліцу.
У грудні 2014 року набравши 4½ очок з 9 можливих (+3-3=3), посів 71 місце на турнірі «Qatar Masters Open 2014».

### 2015
У лютому 2015 року, набравши 5½ очок з 9 можливих (+2-0=7), Данило посів 2 місце на етапі Кубка Росії «Moscow-Open 2015 F»..
У березні 2015 року з результатом 7 очок з 11 можливих (+3-0=8) посів 33 місце на чемпіонаті Європи, що проходив у Єрусалимі.
У квітні 2015 Дубов разом з Яном Непомнящим став переможцем турніру «Аерофлот опен». Його переможний результат — 7 очок з 9 можливих (+5-0=4), турнірний перфоманс — 2869 очок.
У червні 2015 року посівши 5 місце (6 очок з 9 можливих) у чемпіонаті Росії (вища ліга) зумів кваліфікуватися у суперфінал чемпіонату Росії. В суперфіналі чемпіонату Росії, що проходив у серпні 2015 року, Дубов, з результатом 5½ очок 11 можливих (+1-1=9), посів також 5 місце поступившись переможцеві Євгену Томашевському двома очками.
У жовтні 2015 року на чемпіонаті світу зі швидких та блискавичних шахів, що проходив у Берліні, посів:
 — 50 місце на турнірі зі швидких шахів, набравши 8 з 15 очок (+5-4=6),
 — 40 місце на турнірі з блискавичних шахів, набравши 12 з 21 очка (+8-5=8).
У грудні, набравши 5 очок з 9 можливих (+4-3=2), посів 49 місце на опен-турнірі «Qatar Masters Open 2015».

### 2016
Наприкінці грудня 2016 року виступаючи на чемпіонаті світу зі швидких та блискавичних шахів, що проходив у м.Доха (Катар), Данило Дубов з результатом 8 очок з 15 можливих (+6-5=4) посів 49-те місце на турнірі зі швидких шахів, а на турнірі з бліцу, набравши 14½ очок з 21 (+10-2=9), посів 3-тє місце серед 107 учасників.

### 2017
У 2017 році став переможцем вищої ліги чемпіонату Росії, що проходив у Сочі, та отримав право зіграти у Суперфіналі чемпіонату Росії.
У вересні 2017 року на кубку світу дійшов до 1/8 фіналу де поступився переможцеві турніру Левону Ароняну з рахунком ½—1½.
У грудні 2017 року посів 3-тє місце у Суперфіналі чемпіонату Росії.

### 2018
На початку лютого 2018 року з результатом 7 очок з 10 (+6-2=2) посів 18-те місце на турнірі Tradewise Gibraltar Chess Festival 2018, що проходив за швейцарською системою за участі 276 шахістів.
У грудні 2018 року Данило Дубов став чемпіоном світу зі швидких шахів (рапіду).

### 2019—2020
У листопаді 2019 року у складі збірної Росії став переможцем командного чемпіонату Європи, що проходив у Батумі. Набравши 5½ очок з 7 можливих (+4-0=3), Данило посів 1-ше місце серед шахістів, які виступали на четвертій (резервній) шахівницях.
Наприкінці грудня 2019 року на чемпіонаті світу зі швидких та блискавичних шахів, що проходив у Москві, Данило посів:
 — 8-ме місце у турнірі зі швидких шахів, набравши 10 з 15 очок (+5-0=10),
 — 60-те місце у турнірі з блискавичних шахів, набравши 11½ очок з 21 можливого (+8-6=7).
У січні 2020 року з результатом 7 очок з 13 можливих (+3-2=8) Данило розділив з нідерландцем Йорденом ван Форестом 4—5 місця на турнірі «Tata Steel Chess Tournament», що проходив у Вейк-ан-Зеє.

## Політична позиція
В інтерв'ю в грудні 2018 року на питання про українців, які бойкотували чемпіонат світу зі швидких шахів 2018 у Санкт-Петербурзі Дубов заявив, що «у кримському питанні цілком на боці України», але «шахи просто важливіші від політики».
На початку березня 2022 року засудив російське вторгнення в Україну, підписавши відкритий лист 44 шахістів до Володимира Путіна.

## Переможець турнірів
- 2015 — «Аерофлот опен» (Москва)
- 2018 — «Чемпіонат світу зі швидких шахів (рапіду)» (Санкт-Петербург)